# Independiente La Rioja
Club Atlético Independiente de La Rioja – argentyński klub piłkarski z siedzibą w mieście La Rioja, stolicy prowincji La Rioja.

## Osiągnięcia
- Mistrz ligi prowincjonalnej Liga Riojana de Fútbol (6): 1930, 1932, 1934, 1935, 1944, 1984

## Historia
Klub założony został 24 października 1924 roku i gra obecnie w czwartej lidze argentyńskiej Torneo Argentino B.